# Сергаева, Ольга Юрьевна
О́льга Ю́рьевна Сергаева (8 марта 1977, Тольятти, Самарская область) — российская футболистка, защитница, тренер. Выступала за сборную России. Мастер спорта России.

## Карьера
Воспитанница ФК «Торпедо» (Тольятти), Первый тренер Михаил Рыжиков. На клубном уровне выступала за команды «Торпедо»/«Лада» (Тольятти), «Рязань-ВДВ», «Звезда-2005» (Пермь) и подмосковные «Россиянку» и «Зоркий».
Со сборной России участвовала в чемпионате мира 2003 года.
Игровую карьеру завершила в 2011 году, желая посвящать больше времени семье. По состоянию на 2011 год тренировала молодёжный состав клуба «Зоркий».

## Достижения

### Командные
- 7-кратная чемпионка России (1999, 2005, 2006, 2007, 2008) 2009 и 2010.
- 6-кратная обладательница Кубка России (1998, 2002, 2005, 2006, 2007, 2010)
- 2-кратный серебряный и бронзовый призёр чемпионата России
- Финалистка Кубка УЕФА (2009, в составе «Звезды»)

### Личные
- Мастер спорта России